# Thomas Ravelli
Thomas Ravelli (n. 13 august, 1959) este un fost fotbalist suedez, care a jucat pe postul de portar la mai multe cluburi, fiind de nouă ori campion al Suediei: de trei ori cu Östers IF și de șase ori cu IFK Göteborg. Ravelli este jucătorul cu cele mai multe convocări la echipa națională din istoria naționalei Suediei (143), cu care a obținut medalia de bronz la Campionatul Mondial din 1994.